# Marea Moschee din Xi'an
Marea Moschee din Xi'an este o moschee din orașul Xi'an, China. Aceasta este una dintre cele mai cunoscute și mai bine conservate moschei din țară, fiind o importantă atracție turistică și un exemplu autentic al artei islamice chineze.

## Istorie și arhitectură

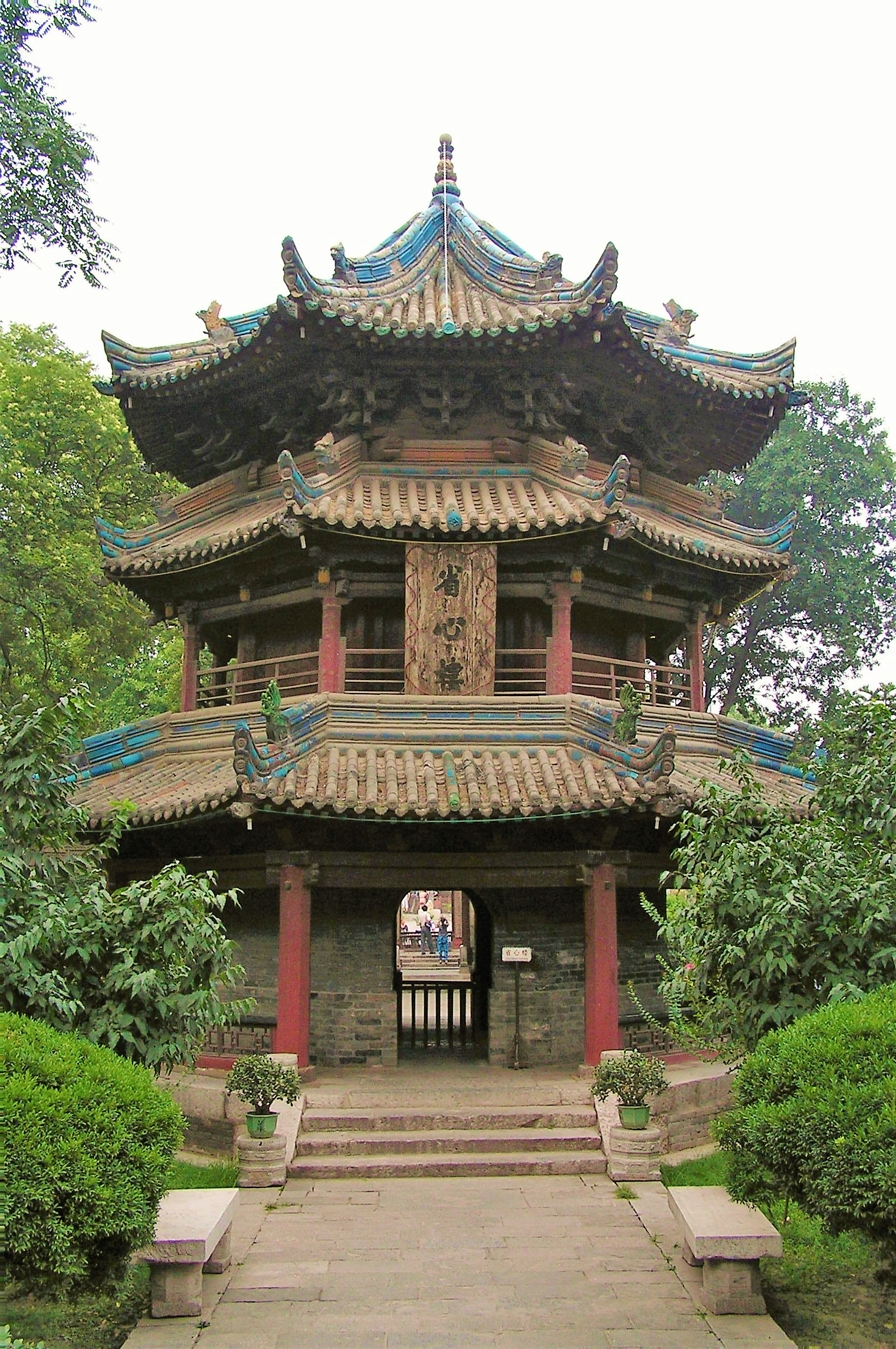
Minaretul.

Construită în anul 742 de către niște comercianți arabi în timpul împăratului Xuanzong (712-756) din dinastia Tang, moscheea este una dintre cele mai vechi din China. În anul 1392, în timpul dinastiei Ming, moscheea a intrat în renovare, spațiul său fiind extins. În prezent locașul reprezintă o importantă atracție turistică a orașului Xi'an și este frecventată de un mare număr de credincioși musulmani.
Din punct de vedere arhitectural, Marea Moschee din Xi'an este construită în stil tradițional chinez, asemenea templelor și palatelor clasice. Ea nu prezintă domuri și nici minarete. Există totuși un minaret sub forma unei pagode chineze cu două etaje. Singurul element străin de arhitectura chineză îl constituie prezența caligrafiilor arabe de la intrare. 
Moscheea ocupă în total o suprafață de aproximativ 12.000 de metri pătrați și este împărțită în patru curți. Prima curte conține un arc de lemn înalt de 9 metri acoperit cu gresie glazurată datând din secolul al XVII-lea. În centrul celei de-a doua curți se află un arc mai mic din piatră ce conține două stele gravate cu caligrafii arabe. A treia curte conține numeroase stele vechi. Tot aici se află și minaretul cunoscut și sub denumirea de Turnul Xingxin. Ultima curte conține sala de rugăciune și zidurile locașului ce pot adăposti cel puțin 1.000 de persoane în timpul rugăciunii.

## Galerie de imagini

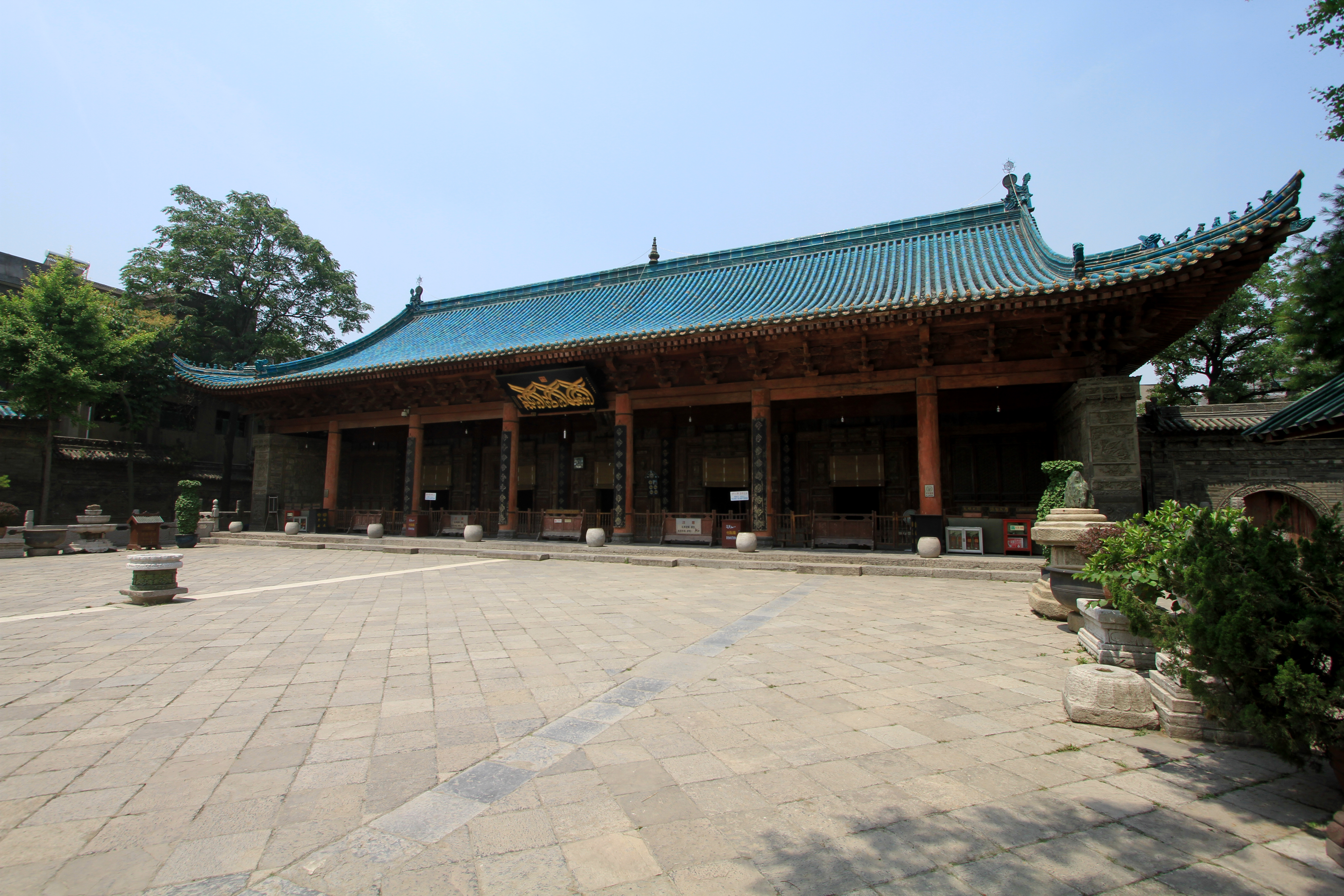
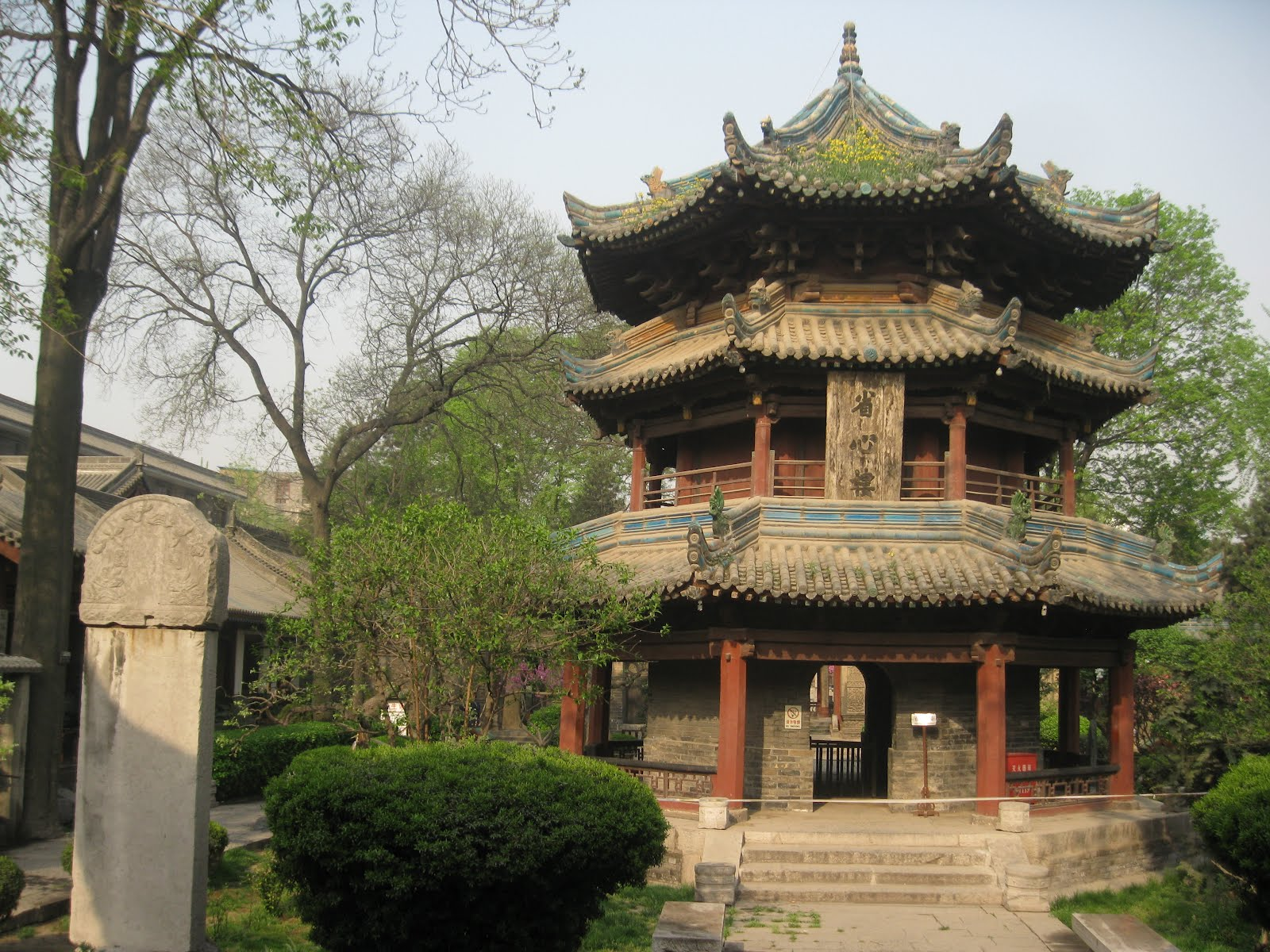
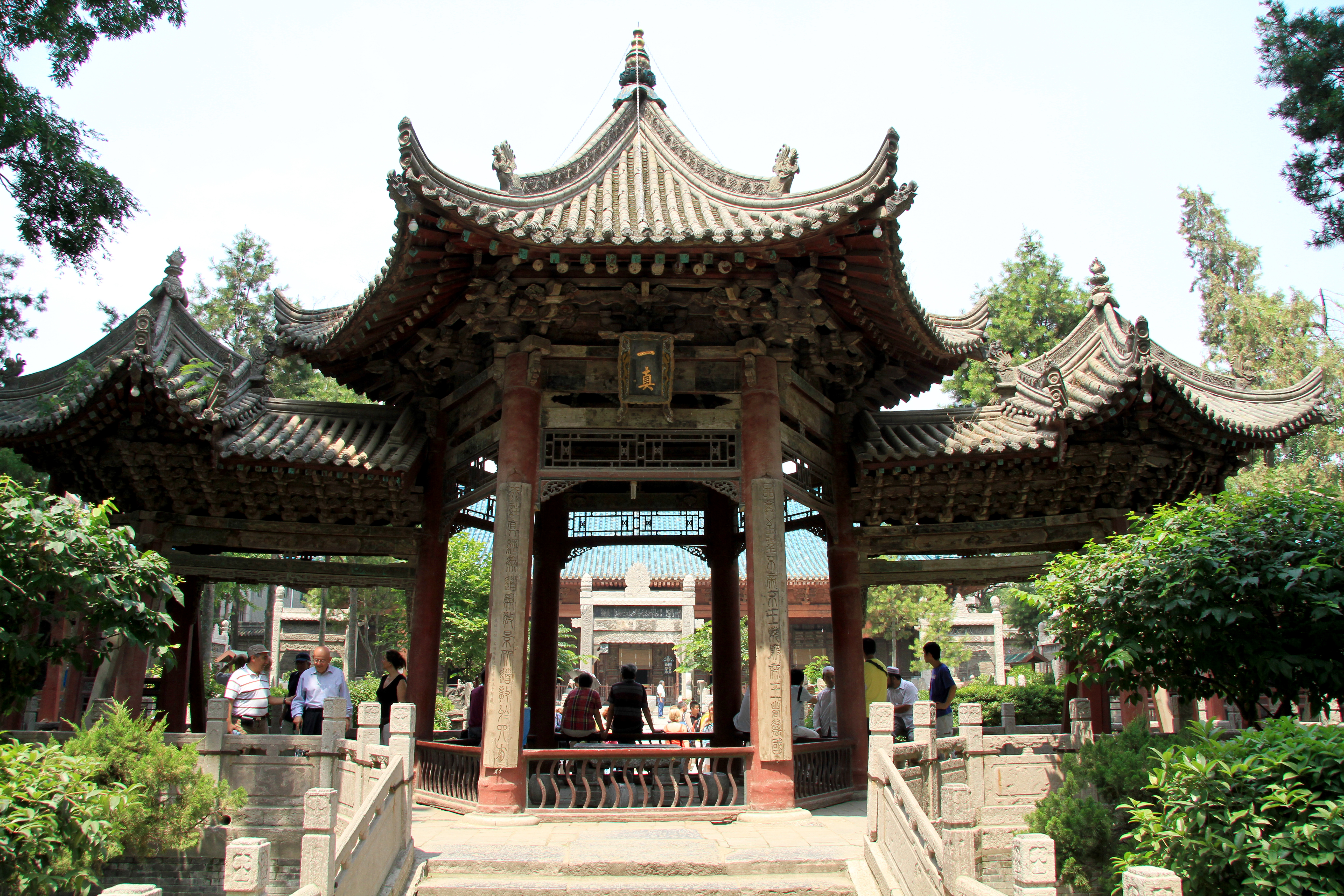
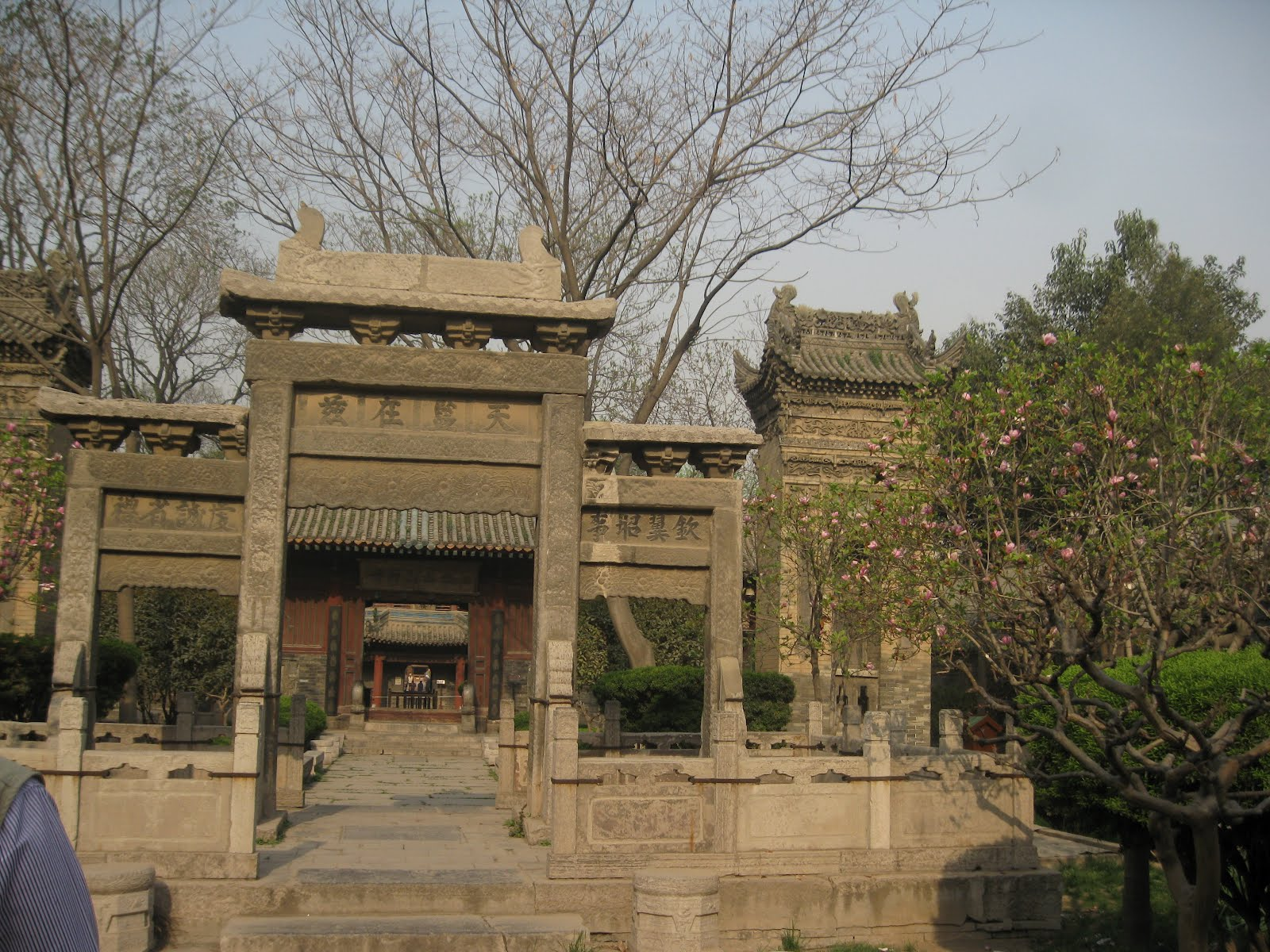
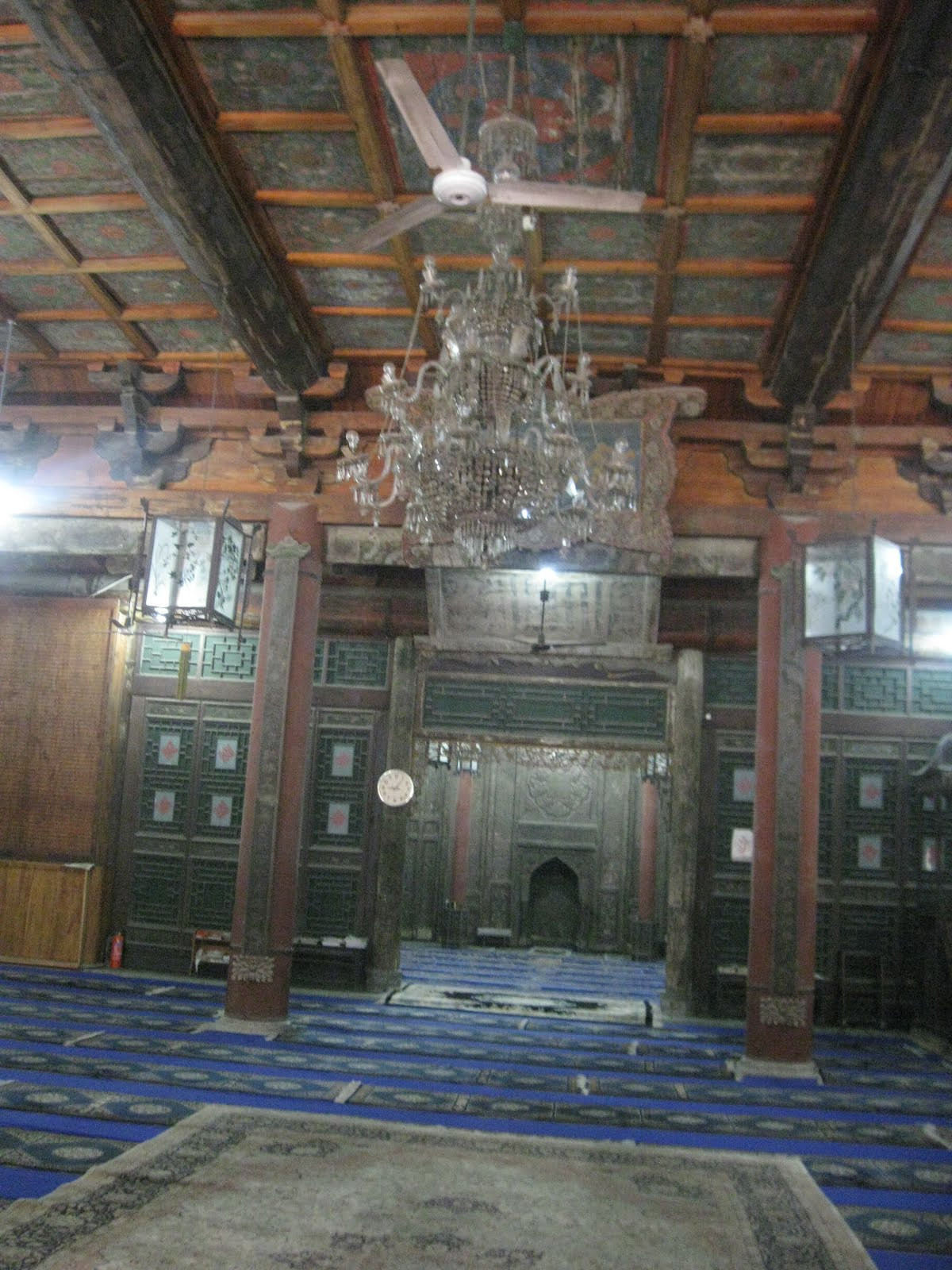
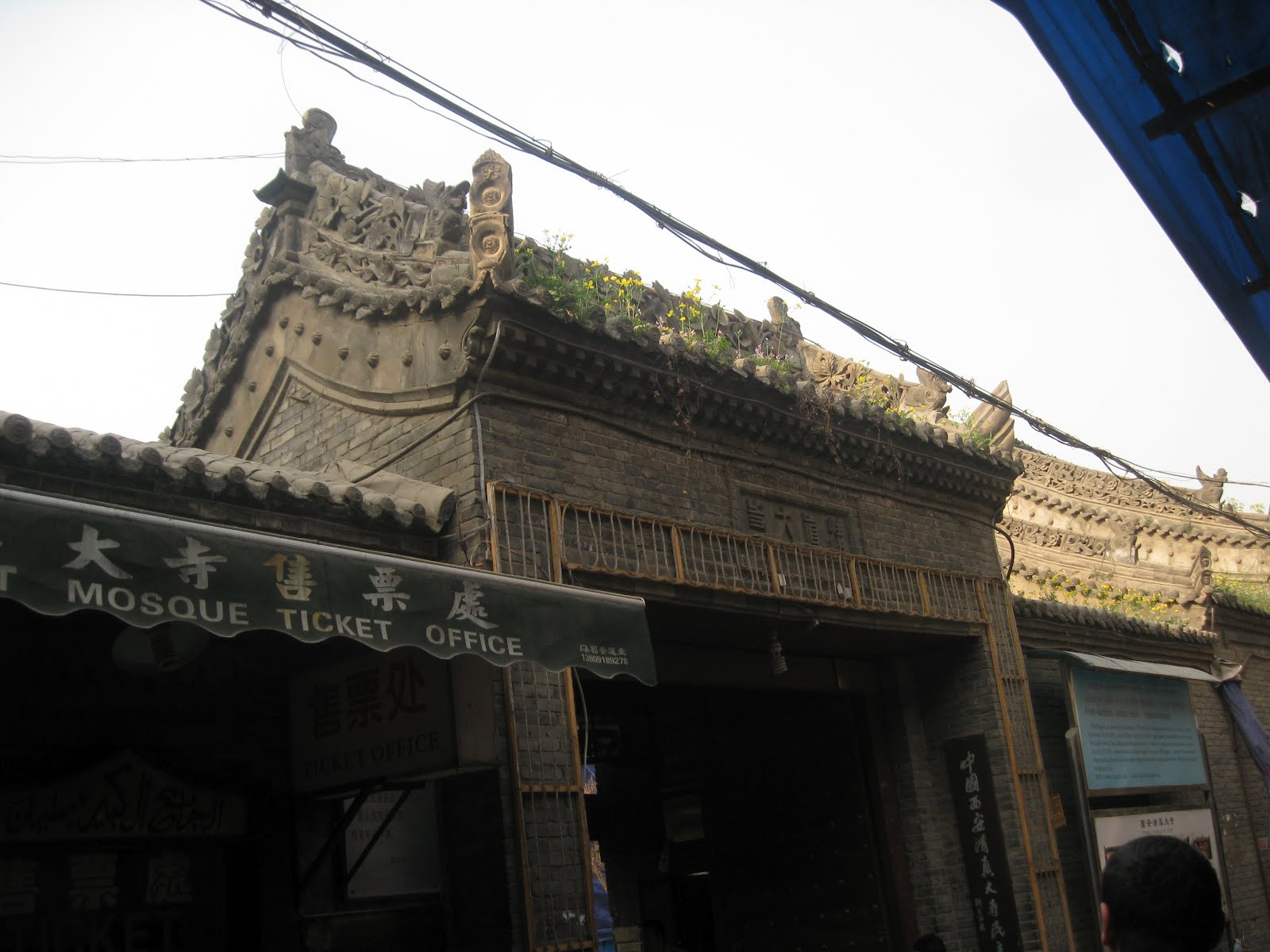
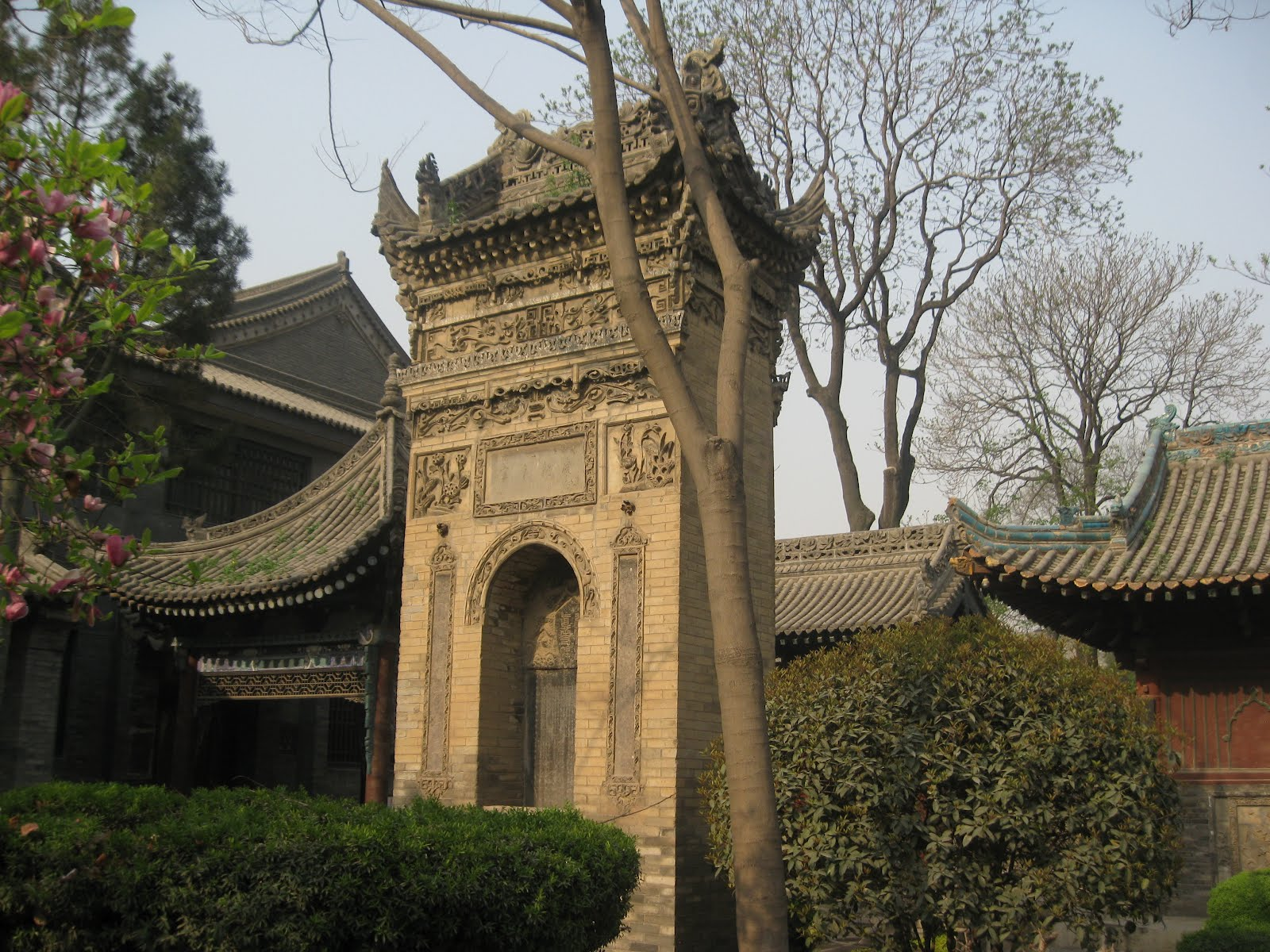